# De graaf van Monte-Cristo
De graaf van Montecristo (originele Franse titel: Le Comte de Monte-Cristo) is een roman van Alexandre Dumas uit 1844. Centraal staan de lotgevallen van Edmond Dantès die, na eerst veertien jaar onschuldig opgesloten te hebben gezeten op grond van een valse verdachtmaking, een verborgen fortuin vindt op het eiland Montecristo waarna hij met zijn verworven rijkdom wraak neemt op degenen die hem dit leed hebben aangedaan.
Het verhaal begint ten tijde van de Honderd Dagen. Het bestaat uit zes afzonderlijke delen die in onderlinge samenhang dienen te worden gelezen. De rode draad door het hele verhaal heen is de gevangenneming van Dantès, gevolgd door zijn jarenlange verblijf in een kerker van het Château d'If, zijn ontsnapping en ten slotte de wraakneming. Daarnaast zijn er allerlei min of meer onderling samenhangende secundaire verhaallijnen met betrekking tot de overige personages.
Het verhaal is los gebaseerd op een waargebeurd verhaal over de lotgevallen van de Franse schoenmaker Pierre Picaud.

## Het verhaal

### Valse beschuldiging
De Zesde Coalitieoorlog is net afgelopen en Napoleon is naar Elba verbannen. Edmond Dantès is een levenslustige jongeman van 19 jaar, die nu al stuurman is op de driemaster Le Pharaon. Het geluk lacht hem van alle kanten toe. Hij is een kundig zeeman, hij is geliefd bij de matrozen en reder Pierre Morrel is tevreden over hem en overweegt hem binnenkort tot kapitein te bevorderen. Bovendien gaat Dantès trouwen met de mooie en lieve Catalaanse Mercedes.
Het geluk van Edmond leidt inmiddels tot jaloezie bij zijn vrienden. De boekhouder van Le Pharaon, Danglars, voelt zich vernederd door de aanstaande promotie van Edmond; hij had zelf graag kapitein willen worden. Het loon van Edmond, waarmee hij zijn oude vader onderhoudt, leidt tot jaloezie bij Gaspard Caderousse, de buurman van Edmonds vader. Edmonds relatie en het voorgenomen huwelijk leiden ook tot jaloezie bij Fernando Mondego, de volle neef van Mercedes. Fernando is zelf ook smoorverliefd op Mercedes, maar zij heeft haar hart aan Edmond gegeven. Danglars schrijft, in het bijzijn van Fernando en de dronken Caderousse, een anonieme brief aan procureur Gérard de Villefort waarin Dantès ervan wordt beticht een Bonapartist te zijn.

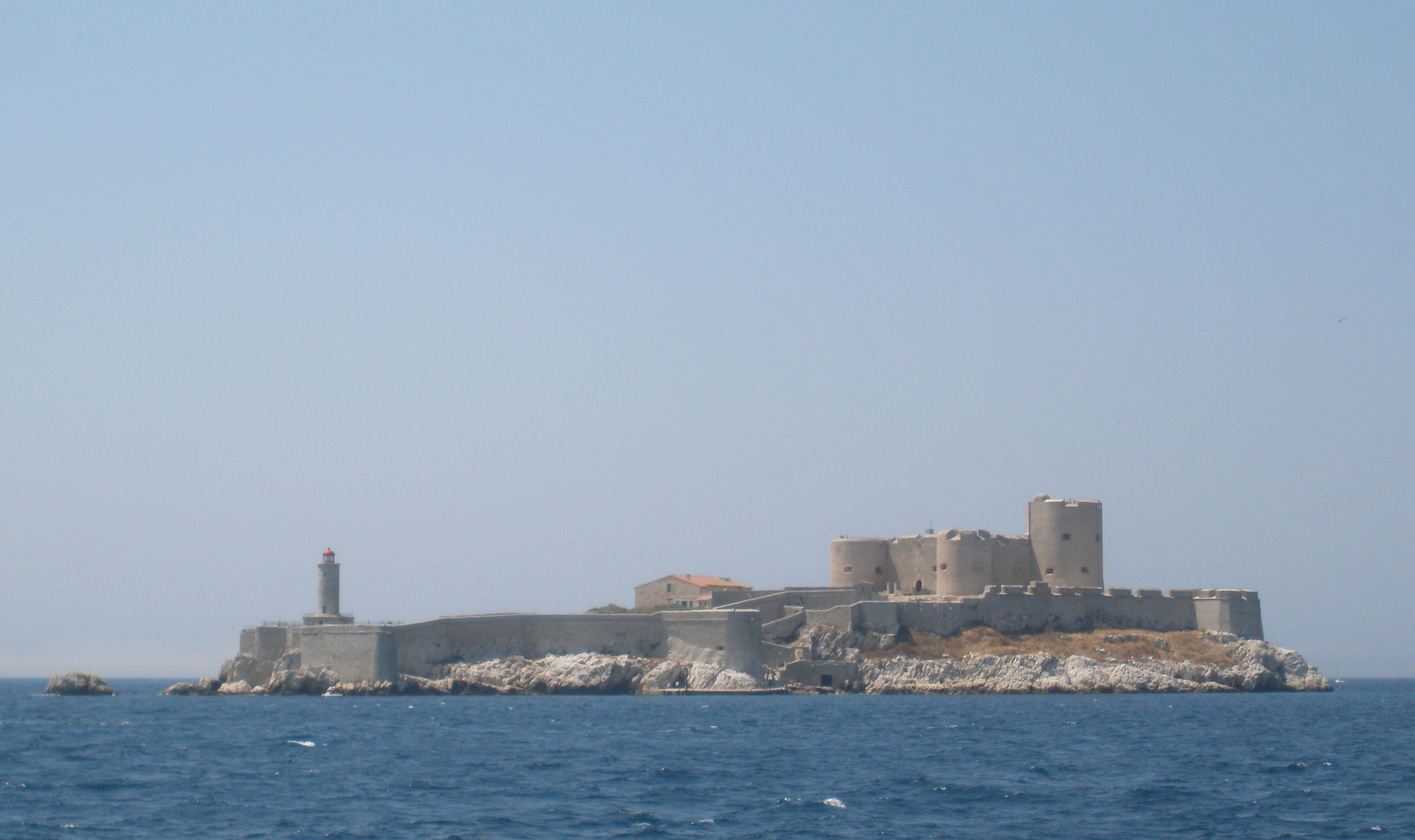
Château d’If, op een eiland voor de kust van Marseille

Dantès wordt op zijn huwelijksdag, 1 maart 1815, gearresteerd. Het blijkt dat hij een brief bij zich heeft die hij op Elba in ontvangst heeft genomen en die bij een zekere Noirtier in Parijs moet worden bezorgd. Met de inhoud van de brief heeft Dantès niets te maken. De Villefort opent de brief en leest dat Napoleon bezig is met voorbereidingen voor zijn terugkeer. De Villefort voorziet dat de brief hem een glorieuze carrière kan bezorgen, maar dan moet Dantès uit de weg worden geruimd. Hij laat Dantès levenslang opsluiten in het Château d'If.

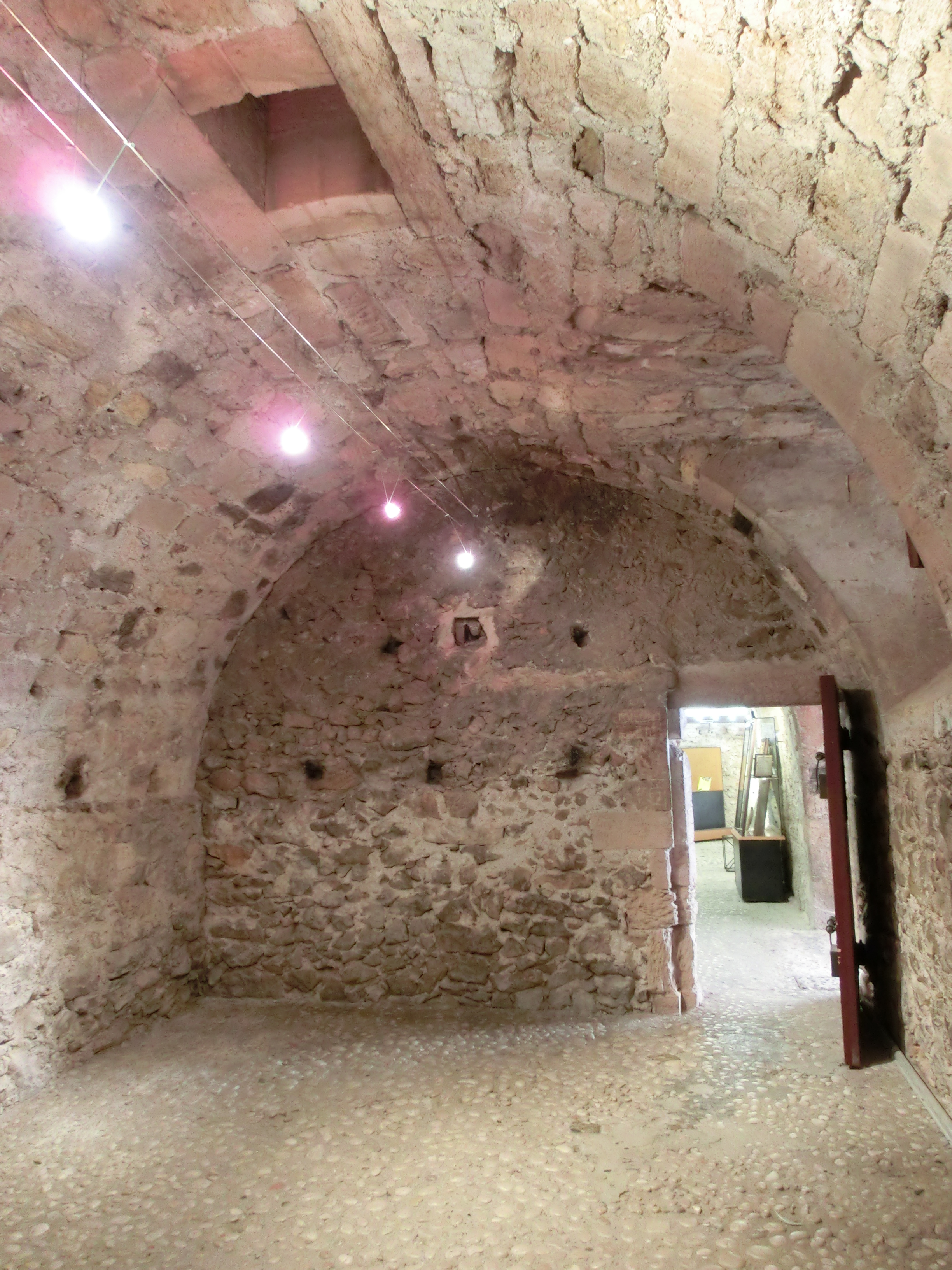
Tegenwoordig wordt aan toeristen deze cel in Château d'If aangewezen als de cel van Dantès.

In de gevangenis ontmoet Dantès de Italiaanse priester abbé Faria, die ook onschuldig gevangen zit. Faria is een zeer intelligente en ontwikkelde man. Uit de schaarse gegevens concludeert hij waarom Dantès gevangen zit.
Edmond wordt door Faria onderwezen in vreemde talen, geschiedenis, economie, filosofie en wiskunde. Ook leert Dantès de vigerende etiquette en hoe hij weer zelfvertrouwen moet krijgen en zich verder moet ontwikkelen. Maar Faria weet meer: kort voor zijn gevangenneming vond hij een 300 jaar oud document waarin stond dat op het eiland Montecristo een fabelachtige schat verborgen is. Die schat is ooit verborgen door de familie De Spade; die familie is nu uitgestorven en hun schat behoort daarom aan de eerste vinder.

### 1829
Faria overlijdt in zijn cel aan catalepsie en Dantès slaagt er vervolgens in te ontsnappen door zelf in de lijkzak te kruipen. Hij gaat naar Montecristo en graaft de schat op. Hij is nu puissant rijk.
Dantès gaat terug naar zijn geboorteplaats Marseille. Hij vermomt zich als priester en noemt zich abbé Busoni. In deze vermomming heeft hij een gesprek met Caderousse. Hij hoort dat de goede reder Morrel voor een pensioen en later de begrafenis van vader Dantès heeft gezorgd. Morrel staat nu op de rand van faillissement. Zijn schip le Pharaon is vergaan. Danglars, Fernando en De Villefort hebben fortuin gemaakt en wonen nu in Parijs. Fernando is getrouwd met Mercedes.
Enkele dagen later gaat Dantès naar Morrel. Hij zorgt ervoor dat Morrel een klein vermogen ontvangt van een onbekende gever, kennelijk als dank omdat Morrel de vader van Dantès heeft verzorgd. Bovendien laat hij een replica bouwen van le Pharaon, zodat het lijkt of het schip nooit vergaan is. Daarmee is Morrel gered. Morrel zal later, op zijn sterfbed, zeggen dat de weldoener alleen Edmond Dantès had kunnen zijn.

### 1838
Na negen jaar omzwervingen gaat Dantès naar Parijs. Na al die jaren herkent niemand hem meer. Hij noemt zich nu de graaf van Monte-Cristo, een mysterieuze edelman met een luxueuze levensstijl. Hij spreidt zijn rijkdom ten toon door twee paleizen in Parijs te kopen die in korte tijd naar wens ingericht worden, door een diner te serveren waarbij vissen op tafel komen die alleen in verre landen voorkomen en door met recordsnelheid te reizen met langs de route ingerichte wisselplaatsen.

#### Danglars
De graaf gaat naar Danglars, die een succesvolle bankier is geworden. Hij toont kredietbrieven van de Romeinse bank Thomson & French (een bank die hij zelf heeft opgekocht) en wenst een substantieel bedrag op te nemen. Danglars moet daar wel aan toegeven om zijn relatie met de Romeinse bank niet te schaden. maar hij vraagt zich af of hij zelf de uitbundige levensstijl van de onbekende graaf moet bekostigen. Daarna koopt de graaf een telegrafist om zodat er een vals beursbericht wordt verstuurd. Danglars verliest op deze wijze een aanzienlijk gedeelte van zijn vermogen.

#### Fernando
Tijdens zijn omzwervingen heeft Dantès op de markt in Albanië een slavin gekocht. Hij behandelt haar echter allerminst als slavin. Ze heet Haydée en is de dochter van Ali, de pasja van Ioannina. Ali Pasja’s vertrouweling was een oude bekende: Fernando Mondego. Na een oorlog heeft Mondego Ali verraden. Ali werd vermoord en Haydée en haar moeder Vasiliki werden als slavinnen verkocht, waarbij Fernando zich meester maakte van het vermogen van Ali. De graaf van Monte-Cristo verzamelt bewijzen van deze schanddaad en publiceert ze.
Albert, de zoon van Fernando en Mercedes, is woedend en daagt de graaf uit voor een duel. Dat betekent de dood van een van de twee. Mercedes komt bij de graaf, ze spreekt hem aan met Edmond (ze herkent hem dus) en smeekt hem het leven van Albert te sparen. De graaf vertelt haar het ware verhaal van de gevangenneming van Dantès. Albert trekt daarop de uitdaging in. Fernando pleegt zelfmoord. Mercedes en Albert vinden dat ze niet mogen leven van een vermogen dat op zo schandelijke manier verworven is. Ze geven hun rijkdom aan liefdadigheid.
Albert besluit in Afrika in dienst te gaan en neemt de naam Herrera aan, de naam van zijn moeder. Mercedes gaat terug naar Marseille.

#### Caderousse
Monte-Cristo's intendant Bertuccio is bekend met een van de huizen van de graaf. Het was vroeger van markies en markiezin de Saint-Méran, de schoonouders van De Villefort, uit zijn eerste huwelijk. Bertuccio heeft toevallig gezien dat De Villefort daar in de tuin een buitenechtelijk kind heeft begraven. Bertuccio groef het kind weer op – het bleek nog te leven – en adopteerde het. Hij noemde hem Benedetto. Benedetto komt in de criminaliteit terecht en heeft nog samen met Caderousse in de gevangenis gezeten. Monte-Cristo geeft Benedetto een nieuwe identiteit – Andrea de Cavalcanti – en een riant inkomen.
Andrea vertelt Caderousse dat het geld bij Monte-Cristo voor het opscheppen ligt. Ze besluiten tot een inbraak. Caderousse zal inbreken terwijl Andrea op de uitkijk staat. Hij wordt betrapt door een oude bekende: pastoor Busoni. Caderousse vertrekt met lege handen en wordt neergestoken door zijn partner, die de buit voor zichzelf wil hebben. Terwijl Caderousse sterft maakt Busoni zijn ware identiteit bekend: Edmond Dantès.

#### De Villefort
De graaf komt met de familie De Villefort in contact als tijdens een tochtje met hun rijtuig de paarden op hol slaan. Samen met zijn bediende Ali redt de graaf het zoontje van Gérard de Villefort, Édouard.
In het huis van de De Villeforts slaat vervolgens de dood toe. De markies en markiezin de Saint-Méran overlijden aan een vergiftiging. Daarna is het de beurt aan de huisknecht Barrois, die een glas leeg drinkt dat bestemd was voor De Villeforts vader Noirtier. De Villeforts dochter Valentine wordt gered doordat Monte-Cristo het vergif door een slaapmiddel vervangen heeft. 
De Villefort stelt vast dat zijn vrouw Heloïse de gifmengster is, omdat zij de erfenis – die later grotendeels in handen van Valentine zal vallen – voor haar eigen zoontje Édouard veilig wil stellen. Hij geeft haar de keus tussen zelfmoord of de guillotine. Daarna vertrekt hij naar de rechtbank, waar de moord van Andrea op Caderousse behandeld zal worden. Tijdens de zaak maakt Andrea zich bekend: hij is een buitenechtelijk kind van De Villefort en dat toont hij aan.
De Villefort gaat berouwvol naar huis. Zijn vrouw Heloïse blijkt dood te zijn en zij heeft behalve zichzelf ook de kleine Édouard vergiftigd. De Villefort herkent vervolgens de graaf van Monte-Cristo als de man die hij meer dan twintig jaar geleden onschuldig heeft laten opsluiten. De Villefort confronteert Dantès met de lijken van zijn vrouw en zoon en wordt vervolgens krankzinnig.
De zaken hebben inmiddels dus buitenproportionele gevolgen gehad, meer dan Dantès had voorzien. Hij begint te twijfelen of hij niet te ver is gegaan met zijn wraak nu er een kind is overleden. Tijdens deze periode van besluiteloosheid komt hij weer in evenwicht en vergeeft zichzelf en zijn vijanden.

#### Danglars
Danglars reist naar Rome om de schuld van Thomson & French te incasseren. Daarna wordt hij ontvoerd door de beruchte struikrover Luigi Vampa - die met Monte-Cristo in het complot zit. Om iets te eten moet hij een absurd hoge prijs betalen. Zo ervaart Danglars nu zelf, net als Dantès vroeger, hoe het is om eenzaam opgesloten te zijn en honger te hebben. Uiteindelijk kiest Danglars voor zijn leven en besluit te betalen in ruil voor een maaltijd. Monte-Cristo vertelt nu ook aan hem wie hij is. Danglars mag hierna vrijuit gaan.

### Ontknoping
Voor Dantès is hiermee zijn missie voltooid; hij heeft enerzijds wraak genomen op degenen die hem vroeger zoveel kwaad hebben berokkend, maar ook een paar mensen gelukkig gemaakt. Dantès schenkt het eiland en zijn woningen aan Valentine de Villefort, die inmiddels getrouwd is met Maximilien Morrel, de zoon van de reder. Hij vertrekt met Haydée om met haar elders een nieuwe toekomst op te bouwen.

## Publicatie
De graaf van Monte-Cristo werd oorspronkelijk gepubliceerd in het Journal des Débats in achttien delen. De publicatie liep van 28 augustus 1844 tot 15 januari 1846. Het verhaal werd voor het eerst in boekvorm gepubliceerd in Parijs door Pétion, in 18 volumes (1844-5). Volledige versies van de roman werden in de 19e eeuw ook gedrukt, aanvankelijk alleen in de Franstalige versie.

## Karakters
Heel typerend is de karakterverandering die Edmond Dantès doormaakt. Aan het begin van het verhaal is hij een heel vriendelijke, vrolijke en levenslustige jongeman. Tijdens zijn gevangenschap verandert hij volledig in het tegendeel: hij wordt een zwartgallige, cynische en in feite uiterst boosaardige, op wraak beluste persoon.

## Vervolgen
Diverse schrijvers hebben vervolgen op het verhaal geschreven, met voor het merendeel dezelfde personages (voor zover die in leven zijn gebleven). Geen enkel vervolg of een van de bewerkingen is echter zo bekend geworden als het oorspronkelijke verhaal van Dumas.
De Franse schrijver Jules Lermina schreef aan het eind van de 19e eeuw Le Fils de Monte-Cristo (Parijs, 1881) – waarin Benedetto op zijn beurt wraak neemt op de graaf van Montecristo – en Le Trésor de Monte-Cristo (1885). In 1994 schreef ook François Tallandier een vervolg, Mémoires de Monte-Cristo. De Amerikaanse auteur Edmund Flagg schreef in 1884 twee vervolgen. De Italiaanse schrijver Italo Calvino maakte in 1967 een eigen bewerking van het oorspronkelijke verhaal.

## Bewerkingen
De roman is meerdere malen bewerkt voor film en televisie. Enkele noemenswaardige verfilmingen zijn:
- The Count of Monte Cristo (1908), een stomme film
- The Count of Monte Cristo (1913), met in de hoofdrol James O'Neill
- The Count of Monte Cristo (1929), geregisseerd door Henri Fescourt
- The Count of Monte Cristo (1934), met Robert Donat
- The Count of Monte Cristo (1943), met Pierre Richard-Willm
- The Count of Monte Cristo (1955), met Jean Marais en Lia Amanda
- The Count of Monte Cristo , een televisieserie uit 1956 van ITC Entertainment
- The Count of Monte Cristo (1961), met Louis Jourdan
- The Count of Monte Cristo, een televisieserie van de BBC, met Alan Badel en Natasha Parry
- The Count of Monte Cristo (1968) (ook bekend als Under the sign of Monte Cristo), met Paul Barge, Claude Jade en Pierre Brasseur
- The Count of Monte Cristo (1975), met Richard Chamberlain, Kate Nelligan en Tony Curtis
- The Count of Monte-Cristo (1980), een miniserie met Jacques Weber, Carla Romanelli
- Veta (film), een Telugufilm uit 1986, met in de hoofdrollen Chiranjeevi en Jayaprada
- Uznik zamka If (1988)
- Le Comte de Monte Cristo (1998), een Franse miniserie uit 1998, met Gérard Depardieu en Ornella Muti
- The Count of Monte Cristo (2002), met James Caviezel, Dagmara Dominczyk en Guy Pearce
- Gankutsuou, een animeserie bestaand uit 24 delen van in totaal 600 minuten (2004). Deze bewerking plaatst het verhaal in een futuristische retro 19e-eeuwse setting.
- Revenge, Amerikaanse televisieserie (2011-2015)
- Le Comte de Monte-Cristo (2024), Franse film, met in de hoofdrol Pierre Niney
- The Count of Monte Cristo (2024), Engelse miniserie van Bille August met Sam Claflin in de hoofdrol

Behalve verfilmingen van het verhaal zelf, heeft het verhaal ook als basis gediend voor enkele andere films:
- The Son of Monte Cristo (1940)
- The Wife of Monte Cristo (1946)
- The Return of Monte Cristo (1946)
- The Countess of Monte Cristo (1948)
- Mask of the Avenger (1951)
- The Treasure of Monte Cristo (1961)
- EZEL, een Turkse televisie-serie (2010)
- Ancanoty (Armeens: Անծանոտը), een Armeense televisie-serie (2012)

## Relaties tussen de belangrijkste personages
Voor de schuine balken, zie legenda bij de stamboom hieronder. Blauw en rood zijn mannen en vrouwen.
De namen langs de linkerrand zijn pseudoniemen van dezelfde persoon. Hetzelfde geldt voor de namen langs de rechterrand. 
| Graaf van Monte-Cristo                 |                                                          |                                                          | Giovanni Bertuccio smokkelaar                            | ←adoptievader - adoptiezoon→                             | ←adoptievader - adoptiezoon→                                 | ←adoptievader - adoptiezoon→                                 | ←adoptievader - adoptiezoon→                             | ←adoptievader - adoptiezoon→                             | ←adoptievader - adoptiezoon→                  | ←adoptievader - adoptiezoon→                  | ←adoptievader - adoptiezoon→                          | ←adoptievader - adoptiezoon→                  | ←adoptievader - adoptiezoon→               | ←adoptievader - adoptiezoon→                     | ←adoptievader - adoptiezoon→                     | Benedetto         |
| Graaf van Monte-Cristo                 | intendant→                                               | intendant→                                               | Giovanni Bertuccio smokkelaar                            | ←zwager - schoonzus→                                     | ←zwager - schoonzus→                                         | ←zwager - schoonzus→                                         | ←zwager - schoonzus→                                     | ←zwager - schoonzus→                                     | ←zwager - schoonzus→                          | Assunta                                       | ←adoptiemoeder - adoptiezoon→ moordenaar→             | ←adoptiemoeder - adoptiezoon→ moordenaar→     | ←adoptiemoeder - adoptiezoon→ moordenaar→  | ←adoptiemoeder - adoptiezoon→ moordenaar→        | ←adoptiemoeder - adoptiezoon→ moordenaar→        | Benedetto         |
| Graaf van Monte-Cristo                 |                                                          |                                                          | Giovanni Bertuccio smokkelaar                            | ← doet mislukte moordpoging (vendetta) op →              | ← doet mislukte moordpoging (vendetta) op →                  | ← doet mislukte moordpoging (vendetta) op →                  | ← doet mislukte moordpoging (vendetta) op →              | ← doet mislukte moordpoging (vendetta) op →              | ← doet mislukte moordpoging (vendetta) op →   | ← doet mislukte moordpoging (vendetta) op →   | ← doet mislukte moordpoging (vendetta) op →           | ← doet mislukte moordpoging (vendetta) op →   | Gérard de Villefort, Procureur des konings |                                                  |                                                  | Benedetto         |
| Edmond Dantès                          | → laat ← levenslang opsluiten op Château d'If            | → laat ← levenslang opsluiten op Château d'If            | → laat ← levenslang opsluiten op Château d'If            | → laat ← levenslang opsluiten op Château d'If            | → laat ← levenslang opsluiten op Château d'If                | → laat ← levenslang opsluiten op Château d'If                | → laat ← levenslang opsluiten op Château d'If            | → laat ← levenslang opsluiten op Château d'If            | → laat ← levenslang opsluiten op Château d'If | → laat ← levenslang opsluiten op Château d'If | → laat ← levenslang opsluiten op Château d'If         | → laat ← levenslang opsluiten op Château d'If | Gérard de Villefort, Procureur des konings |                                                  |                                                  | Benedetto         |
| Edmond Dantès                          | Renée de Saint-Méran                                     | ← echtpaar, eerste huwelijk van Villefort →              | ← echtpaar, eerste huwelijk van Villefort →              | ← echtpaar, eerste huwelijk van Villefort →              | ← echtpaar, eerste huwelijk van Villefort →                  | ← echtpaar, eerste huwelijk van Villefort →                  | ← echtpaar, eerste huwelijk van Villefort →              | ← echtpaar, eerste huwelijk van Villefort →              | ← echtpaar, eerste huwelijk van Villefort →   | ← echtpaar, eerste huwelijk van Villefort →   | ← echtpaar, eerste huwelijk van Villefort →           | ← echtpaar, eerste huwelijk van Villefort →   | Gérard de Villefort, Procureur des konings |                                                  |                                                  | Benedetto         |
| Edmond Dantès                          | Renée de Saint-Méran                                     |                                                          |                                                          |                                                          | Heloïse de Villefort, gifmengster                            | ← echtpaar, tweede huwelijk van Villefort ←                  | ← echtpaar, tweede huwelijk van Villefort ←              | ← echtpaar, tweede huwelijk van Villefort ←              | ← echtpaar, tweede huwelijk van Villefort ←   | ← echtpaar, tweede huwelijk van Villefort ←   | ← echtpaar, tweede huwelijk van Villefort ←           | ← echtpaar, tweede huwelijk van Villefort ←   | Gérard de Villefort, Procureur des konings |                                                  |                                                  | Benedetto         |
| Edmond Dantès                          | Renée de Saint-Méran                                     |                                                          | Markies van Saint-Méran                                  |                                                          | Heloïse de Villefort, gifmengster                            | ←moeder - zoontje→                                           | ←moeder - zoontje→                                       | ←moeder - zoontje→                                       | Édouard                                       | ←zoontje - vader→                             | ←zoontje - vader→                                     | ←zoontje - vader→                             | Gérard de Villefort, Procureur des konings | dokter→                                          | D'Avrigny                                        | Benedetto         |
| Edmond Dantès                          | Renée de Saint-Méran                                     | ←dochter vader→                                          | Markies van Saint-Méran                                  | ←vergiftigd door→                                        | Heloïse de Villefort, gifmengster                            |                                                              |                                                          |                                                          | kleinzoontje↑ grootvader↓                     |                                               |                                                       |                                               | Gérard de Villefort, Procureur des konings |                                                  |                                                  | Benedetto         |
| Edmond Dantès                          | Renée de Saint-Méran                                     |                                                          | ↑↓ echtpaar                                              |                                                          | Heloïse de Villefort, gifmengster                            | vergiftigd→ door←                                            | Barrois                                                  | ←huisknecht                                              | Noirtier de Villefort graaf, senator          | ←vader - zoon→                                | ←vader - zoon→                                        | ←vader - zoon→                                | Gérard de Villefort, Procureur des konings |                                                  |                                                  | Benedetto         |
| Edmond Dantès                          | Renée de Saint-Méran                                     | ←dochter moeder→                                         | Markiezin van Saint-Méran                                | ←vergiftigd door→                                        | Heloïse de Villefort, gifmengster                            | ←schoondochter probeert schoonvader→ te vergiftigen          | ←schoondochter probeert schoonvader→ te vergiftigen      | ←schoondochter probeert schoonvader→ te vergiftigen      | Noirtier de Villefort graaf, senator          | ←doodt → in duel                              | Generaal Flavien de Quesnel, baron van Épinay         | Generaal Flavien de Quesnel, baron van Épinay | Gérard de Villefort, Procureur des konings |                                                  |                                                  | Benedetto         |
| Edmond Dantès                          | Renée de Saint-Méran                                     |                                                          |                                                          |                                                          | Heloïse de Villefort, gifmengster                            |                                                              |                                                          |                                                          | grootvader↑ kleindochter↓                     |                                               | vader↑ zoon↓                                          |                                               | Gérard de Villefort, Procureur des konings |                                                  |                                                  | Benedetto         |
| Edmond Dantès                          | Renée de Saint-Méran                                     | ←stiefmoeder, probeert stiefdochter→ te vergiftigen      | ←stiefmoeder, probeert stiefdochter→ te vergiftigen      | ←stiefmoeder, probeert stiefdochter→ te vergiftigen      | Heloïse de Villefort, gifmengster                            | Valentine de Villefort                                       | ←uitgehuwelijkt→                                         | Franz d'Épinay                                           |                                               |                                               |                                                       |                                               | Gérard de Villefort, Procureur des konings |                                                  |                                                  | Benedetto         |
| Edmond Dantès                          | Renée de Saint-Méran                                     | ←moeder - dochter→                                       | ←moeder - dochter→                                       | ←moeder - dochter→                                       | ←moeder - dochter→                                           | ←moeder - dochter→                                           | ←moeder - dochter→                                       | ←moeder - dochter→                                       | ←dochter - vader→                             | ←dochter - vader→                             | ←dochter - vader→                                     |                                               | Gérard de Villefort, Procureur des konings |                                                  |                                                  | Benedetto         |
| Priester Busoni                        | ←redder bij vergiftiging                                 | ←redder bij vergiftiging                                 | ←redder bij vergiftiging                                 | ←redder bij vergiftiging                                 | ←redder bij vergiftiging                                     | ←redder bij vergiftiging                                     | ←redder bij vergiftiging                                 | ←redder bij vergiftiging                                 |                                               | Barones Hermine Danglars-de Servières         | ←buitenechtelijke relatie→                            | ←biologische vader, zoon→                     | ←biologische vader, zoon→                  |                                                  |                                                  | Benedetto         |
| Edmond Dantès                          | ←voorkomt zelfmoord                                      | ←voorkomt zelfmoord                                      | ←voorkomt zelfmoord                                      | ←voorkomt zelfmoord                                      | Maximilien Morrel, onderluitenant, later kapitein van Spahis | Maximilien Morrel, onderluitenant, later kapitein van Spahis | ←minnaars→                                               | ←minnaars→                                               |                                               |                                               | ←buitenechtelijke relatie→                            |                                               | Gérard de Villefort, Procureur des konings |                                                  |                                                  | Benedetto         |
| Edmond Dantès                          | werkgever→                                               | werkgever→                                               | Pierre Morrel, reder                                     | ←vader zoon→                                             | Maximilien Morrel, onderluitenant, later kapitein van Spahis | Maximilien Morrel, onderluitenant, later kapitein van Spahis |                                                          |                                                          |                                               |                                               | ←biologische moeder, zoon→                            | ←biologische moeder, zoon→                    | ←biologische moeder, zoon→                 | ←biologische moeder, zoon→                       |                                                  | Benedetto         |
| Lord Wilmore, agent van Thomson&French | ←bankier, schuldeiser                                    | ←bankier, schuldeiser                                    | Pierre Morrel, reder                                     | ←vader zoon→                                             | Maximilien Morrel, onderluitenant, later kapitein van Spahis | Maximilien Morrel, onderluitenant, later kapitein van Spahis |                                                          |                                                          | Markies de Nargonne                           | Barones Hermine Danglars-de Servières         | ←echtpaar, 1e huwelijk→                               | ←geheime relatie→                             | ←geheime relatie→                          | Lucien Debray, secretaris van binnenlandse zaken | Lucien Debray, secretaris van binnenlandse zaken | Andrea Cavalcanti |
| Simbad de zeeman                       | ←redder bij faillissement, ←voorkomt zelfmoord           | ←redder bij faillissement, ←voorkomt zelfmoord           | Pierre Morrel, reder                                     | ←vader dochter→                                          | Julie Herbault                                               | ←echtpaar→                                                   | ←echtpaar→                                               | Emmanuel Herbault                                        |                                               |                                               | ←moeder - dochter→                                    | ←moeder - dochter→                            | Eugénie, artieste                          |                                                  |                                                  | Andrea Cavalcanti |
| Simbad de zeeman                       |                                                          |                                                          | Pierre Morrel, reder                                     | boekhouder→                                              | Coclès                                                       |                                                              | Luigi Vampa, herder, bandiet                             |                                                          |                                               |                                               | ↑↓ echtpaar                                           |                                               |                                            |                                                  |                                                  | Andrea Cavalcanti |
| Simbad de zeeman                       | ←redder van doodstraf slaaf→                             | ←redder van doodstraf slaaf→                             | Ali                                                      |                                                          | Teresa, herderin                                             | ←echtpaar→                                                   | Luigi Vampa, herder, bandiet                             | ←ontvoerder                                              | ←ontvoerder                                   | ←ontvoerder                                   | Baron Danglars, boekhouder, bankier                   | ←vader - dochter→                             | ←vader - dochter→                          | ←verloofd→                                       |                                                  | Andrea Cavalcanti |
| Graaf van Monte-Cristo                 | ←redder van doodstraf                                    | ←redder van doodstraf                                    | ←redder van doodstraf                                    | ←redder van doodstraf                                    | Peppino                                                      | ←bendelid                                                    | Luigi Vampa, herder, bandiet                             | ←ontvoerder                                              | Albert burggraaf de Morcerf                   |                                               | Baron Danglars, boekhouder, bankier                   | Louise, muzieklerares                         | Eugénie, artieste                          | ←vriendinnen→                                    |                                                  | Andrea Cavalcanti |
| Graaf van Monte-Cristo                 | uitdager in duel→                                        | uitdager in duel→                                        | uitdager in duel→                                        | uitdager in duel→                                        | uitdager in duel→                                            | uitdager in duel→                                            | uitdager in duel→                                        | uitdager in duel→                                        | Albert burggraaf de Morcerf                   | ←vrienden→                                    | Beauchamp, journalist                                 | Louise, muzieklerares                         | Eugénie, artieste                          |                                                  |                                                  | Andrea Cavalcanti |
| Graaf van Monte-Cristo                 | knecht→                                                  | knecht→                                                  | Jacopo Manfredi, smokkelaar                              | Jacopo Manfredi, smokkelaar                              | Jacopo Manfredi, smokkelaar                                  |                                                              |                                                          |                                                          | Albert burggraaf de Morcerf                   | ←verloofd→                                    | ←verloofd→                                            | ←verloofd→                                    | ←verloofd→                                 |                                                  |                                                  | Andrea Cavalcanti |
| Graaf van Monte-Cristo                 | intendant→                                               | intendant→                                               | Baptistin                                                | Baptistin                                                |                                                              | Château-Renaud                                               | Château-Renaud                                           | ←vrienden→                                               | Albert burggraaf de Morcerf                   | ←zoon - vader→                                | Fernando Mondego, visser, generaal, graaf van Morcerf |                                               |                                            |                                                  |                                                  | Andrea Cavalcanti |
| Nummer 43                              | ←celgenoten→ leraar→                                     | ←celgenoten→ leraar→                                     | Priester Faria                                           | Priester Faria                                           |                                                              |                                                              |                                                          |                                                          | zoon↑ moeder↓                                 |                                               | Fernando Mondego, visser, generaal, graaf van Morcerf | Majoor Bartolomeo Cavalcanti                  | Majoor Bartolomeo Cavalcanti               | ←fictieve ouders - fictieve zoon→                | ←fictieve ouders - fictieve zoon→                | Andrea Cavalcanti |
| Edmond Dantès stuurman van Le Pharaon  | ←verloofd→                                               | ←verloofd→                                               | ←verloofd→                                               | ←verloofd→                                               | Mercedes Herrera, gravin van Morcerf                         | Mercedes Herrera, gravin van Morcerf                         | Mercedes Herrera, gravin van Morcerf                     | Mercedes Herrera, gravin van Morcerf                     | Mercedes Herrera, gravin van Morcerf          | ←echtpaar→                                    | Fernando Mondego, visser, generaal, graaf van Morcerf | Markiezin Leonora Corsinari                   | Markiezin Leonora Corsinari                | ←fictieve ouders - fictieve zoon→                | ←fictieve ouders - fictieve zoon→                | Andrea Cavalcanti |
| Edmond Dantès stuurman van Le Pharaon  | Vasiliki                                                 | ←moeder dochter→                                         | Haydée                                                   | ←dochter vader→                                          | Ali-Tebelin, pasja van Ioannina                              | verrader→                                                    | verrader→                                                | verrader→                                                | verrader→                                     | verrader→                                     | Fernando Mondego, visser, generaal, graaf van Morcerf |                                               |                                            |                                                  |                                                  | Andrea Cavalcanti |
| Graaf van Monte-Cristo                 | slavin→                                                  | slavin→                                                  | Haydée                                                   |                                                          | Ali-Tebelin, pasja van Ioannina                              |                                                              |                                                          |                                                          | Gaspard Caderousse, kleermaker, herbergier    | ←celgenoten, vrienden→                        | ←celgenoten, vrienden→                                | ←celgenoten, vrienden→                        | ←celgenoten, vrienden→                     | ←celgenoten, vrienden→                           | ←celgenoten, vrienden→                           | Benedetto         |
| Graaf van Monte-Cristo                 | → breekt in bij ←                                        | → breekt in bij ←                                        | → breekt in bij ←                                        | → breekt in bij ←                                        | → breekt in bij ←                                            | → breekt in bij ←                                            | → breekt in bij ←                                        | → breekt in bij ←                                        | Gaspard Caderousse, kleermaker, herbergier    | ←echtpaar→                                    | ←echtpaar→                                            | La Carconte                                   | La Carconte                                | La Carconte                                      |                                                  | Benedetto         |
| Edmond Dantès                          | ←zoon - vader→                                           | ←zoon - vader→                                           | ←zoon - vader→                                           | ←zoon - vader→                                           | Louis Dantès                                                 | Louis Dantès                                                 | ←buren→                                                  | ←buren→                                                  | Gaspard Caderousse, kleermaker, herbergier    | ←moordenaar                                   | ←moordenaar                                           | La Carconte                                   | La Carconte                                | La Carconte                                      |                                                  | Benedetto         |
| Priester Busoni                        | ←vraagt aan → informatie over wat er intussen gebeurd is | ←vraagt aan → informatie over wat er intussen gebeurd is | ←vraagt aan → informatie over wat er intussen gebeurd is | ←vraagt aan → informatie over wat er intussen gebeurd is | ←vraagt aan → informatie over wat er intussen gebeurd is     | ←vraagt aan → informatie over wat er intussen gebeurd is     | ←vraagt aan → informatie over wat er intussen gebeurd is | ←vraagt aan → informatie over wat er intussen gebeurd is | Gaspard Caderousse, kleermaker, herbergier    | ←moordenaar                                   | ←moordenaar                                           | Johannès, juwelier                            | Johannès, juwelier                         | Johannès, juwelier                               |                                                  | Benedetto         |
| Lord Wilmore                           | ←helper bij ontsnapping uit bagno                        | ←helper bij ontsnapping uit bagno                        | ←helper bij ontsnapping uit bagno                        | ←helper bij ontsnapping uit bagno                        | ←helper bij ontsnapping uit bagno                            | ←helper bij ontsnapping uit bagno                            | ←helper bij ontsnapping uit bagno                        | ←helper bij ontsnapping uit bagno                        | Gaspard Caderousse, kleermaker, herbergier    | moordenaar→                                   | moordenaar→                                           | moordenaar→                                   | moordenaar→                                | moordenaar→                                      | moordenaar→                                      | Benedetto         |
| Lord Wilmore                           | ←helper bij ontsnapping uit bagno                        |                                                          |                                                          |                                                          |                                                              |                                                              |                                                          |                                                          |                                               |                                               |                                                       |                                               |                                            |                                                  |                                                  | Benedetto         |

## Stamboom
| Louis Dantès     | Louis Dantès     | Louis Dantès     | Louis Dantès     | Louis Dantès                | Louis Dantès                |                             |                             |                             |                             |                                              |                                              | Ali Pasja                                    | Ali Pasja                                    | Ali Pasja                                    | Ali Pasja                                    | Ali Pasja      | Ali Pasja      |                       |                       | Vasiliki              | Vasiliki              | Vasiliki              | Vasiliki              | Vasiliki         | Vasiliki         |                  |                  |                  |                  |  |  |                    |                    |                     |                     |                     |                     |                       |                       |                       |                       |                       |                       |                      |                      |                      |                      | Rode streep: Personen waarop de wraak is gericht | Rode streep: Personen waarop de wraak is gericht | Rode streep: Personen waarop de wraak is gericht | Rode streep: Personen waarop de wraak is gericht | Rode streep: Personen waarop de wraak is gericht | Rode streep: Personen waarop de wraak is gericht |                       |                       | Gele streep: Overige vijanden, slechteriken | Gele streep: Overige vijanden, slechteriken | Gele streep: Overige vijanden, slechteriken | Gele streep: Overige vijanden, slechteriken | Gele streep: Overige vijanden, slechteriken | Gele streep: Overige vijanden, slechteriken |               |               | Groene streep: Vrienden | Groene streep: Vrienden | Groene streep: Vrienden | Groene streep: Vrienden | Groene streep: Vrienden | Groene streep: Vrienden |                    |                    |                    |                    |  |  |                   |                   |                   |                   |                   |                   |  |  |  |  |  |  |
| Louis Dantès     | Louis Dantès     | Louis Dantès     | Louis Dantès     | Louis Dantès                | Louis Dantès                |                             |                             |                             |                             |                                              |                                              | Ali Pasja                                    | Ali Pasja                                    | Ali Pasja                                    | Ali Pasja                                    | Ali Pasja      | Ali Pasja      |                       |                       | Vasiliki              | Vasiliki              | Vasiliki              | Vasiliki              | Vasiliki         | Vasiliki         |                  |                  |                  |                  |  |  |                    |                    |                     |                     |                     |                     |                       |                       |                       |                       |                       |                       |                      |                      |                      |                      | Rode streep: Personen waarop de wraak is gericht | Rode streep: Personen waarop de wraak is gericht | Rode streep: Personen waarop de wraak is gericht | Rode streep: Personen waarop de wraak is gericht | Rode streep: Personen waarop de wraak is gericht | Rode streep: Personen waarop de wraak is gericht |                       |                       | Gele streep: Overige vijanden, slechteriken | Gele streep: Overige vijanden, slechteriken | Gele streep: Overige vijanden, slechteriken | Gele streep: Overige vijanden, slechteriken | Gele streep: Overige vijanden, slechteriken | Gele streep: Overige vijanden, slechteriken |               |               | Groene streep: Vrienden | Groene streep: Vrienden | Groene streep: Vrienden | Groene streep: Vrienden | Groene streep: Vrienden | Groene streep: Vrienden |                    |                    |                    |                    |  |  |                   |                   |                   |                   |                   |                   |  |  |  |  |  |  |
|                  |                  |                  |                  |                             |                             |                             |                             |                             |                             |                                              |                                              |                                              |                                              |                                              |                                              |                |                |                       |                       |                       |                       |                       |                       |                  |                  |                  |                  |                  |                  |  |  |                    |                    |                     |                     |                     |                     |                       |                       |                       |                       |                       |                       |                      |                      |                      |                      |                                                  |                                                  |                                                  |                                                  |                                                  |                                                  |                       |                       |                                             |                                             |                                             |                                             |                                             |                                             |               |               |                         |                         |                         |                         |                         |                         |                    |                    |                    |                    |  |  |                   |                   |                   |                   |                   |                   |  |  |  |  |  |  |
|                  |                  |                  |                  | Edmond Dantès, hoofdpersoon | Edmond Dantès, hoofdpersoon | Edmond Dantès, hoofdpersoon | Edmond Dantès, hoofdpersoon | Edmond Dantès, hoofdpersoon | Edmond Dantès, hoofdpersoon | ←misschien seksuele relatie, later getrouwd→ | ←misschien seksuele relatie, later getrouwd→ | ←misschien seksuele relatie, later getrouwd→ | ←misschien seksuele relatie, later getrouwd→ | ←misschien seksuele relatie, later getrouwd→ | ←misschien seksuele relatie, later getrouwd→ | Haydée         | Haydée         | Haydée                | Haydée                | Haydée                | Haydée                |                       |                       |                  |                  |                  |                  |                  |                  |  |  |                    |                    | Marquis de St-Méran | Marquis de St-Méran | Marquis de St-Méran | Marquis de St-Méran | Marquis de St-Méran   | Marquis de St-Méran   |                       |                       | Marquise de St-Méran  | Marquise de St-Méran  | Marquise de St-Méran | Marquise de St-Méran | Marquise de St-Méran | Marquise de St-Méran |                                                  |                                                  | Noirtier de Villefort                            | Noirtier de Villefort                            | Noirtier de Villefort                            | Noirtier de Villefort                            | Noirtier de Villefort | Noirtier de Villefort |                                             |                                             |                                             |                                             |                                             |                                             | Pierre Morrel | Pierre Morrel | Pierre Morrel           | Pierre Morrel           | Pierre Morrel           | Pierre Morrel           |                         |                         |                    |                    |                    |                    |  |  |                   |                   |                   |                   |                   |                   |  |  |  |  |  |  |
|                  |                  |                  |                  | Edmond Dantès, hoofdpersoon | Edmond Dantès, hoofdpersoon | Edmond Dantès, hoofdpersoon | Edmond Dantès, hoofdpersoon | Edmond Dantès, hoofdpersoon | Edmond Dantès, hoofdpersoon | ←misschien seksuele relatie, later getrouwd→ | ←misschien seksuele relatie, later getrouwd→ | ←misschien seksuele relatie, later getrouwd→ | ←misschien seksuele relatie, later getrouwd→ | ←misschien seksuele relatie, later getrouwd→ | ←misschien seksuele relatie, later getrouwd→ | Haydée         | Haydée         | Haydée                | Haydée                | Haydée                | Haydée                |                       |                       |                  |                  |                  |                  |                  |                  |  |  |                    |                    | Marquis de St-Méran | Marquis de St-Méran | Marquis de St-Méran | Marquis de St-Méran | Marquis de St-Méran   | Marquis de St-Méran   |                       |                       | Marquise de St-Méran  | Marquise de St-Méran  | Marquise de St-Méran | Marquise de St-Méran | Marquise de St-Méran | Marquise de St-Méran |                                                  |                                                  | Noirtier de Villefort                            | Noirtier de Villefort                            | Noirtier de Villefort                            | Noirtier de Villefort                            | Noirtier de Villefort | Noirtier de Villefort |                                             |                                             |                                             |                                             |                                             |                                             | Pierre Morrel | Pierre Morrel | Pierre Morrel           | Pierre Morrel           | Pierre Morrel           | Pierre Morrel           |                         |                         |                    |                    |                    |                    |  |  |                   |                   |                   |                   |                   |                   |  |  |  |  |  |  |
|                  |                  |                  |                  |                             |                             | ↑verbroken verloving↓       |                             |                             |                             |                                              |                                              |                                              |                                              |                                              |                                              |                |                |                       |                       |                       |                       |                       |                       |                  |                  |                  |                  |                  |                  |  |  |                    |                    |                     |                     |                     |                     |                       |                       |                       |                       |                       |                       |                      |                      |                      |                      |                                                  |                                                  |                                                  |                                                  |                                                  |                                                  |                       |                       |                                             |                                             |                                             |                                             |                                             |                                             |               |               |                         |                         |                         |                         |                         |                         |                    |                    |                    |                    |  |  |                   |                   |                   |                   |                   |                   |  |  |  |  |  |  |
| Fernando Mondego | Fernando Mondego | Fernando Mondego | Fernando Mondego | Fernando Mondego            | Fernando Mondego            |                             |                             | Mercedes                    | Mercedes                    | Mercedes                                     | Mercedes                                     | Mercedes                                     | Mercedes                                     |                                              |                                              | Baron Danglars | Baron Danglars | Baron Danglars        | Baron Danglars        | Baron Danglars        | Baron Danglars        |                       |                       | Hermine Danglars | Hermine Danglars | Hermine Danglars | Hermine Danglars | Hermine Danglars | Hermine Danglars |  |  | Flavien de Quesnel | Flavien de Quesnel | Flavien de Quesnel  | Flavien de Quesnel  | Flavien de Quesnel  | Flavien de Quesnel  |                       |                       | Renée de Saint-Méran  | Renée de Saint-Méran  | Renée de Saint-Méran  | Renée de Saint-Méran  | Renée de Saint-Méran | Renée de Saint-Méran |                      |                      |                                                  |                                                  | Gérard de Villefort                              | Gérard de Villefort                              | Gérard de Villefort                              | Gérard de Villefort                              | Gérard de Villefort   | Gérard de Villefort   |                                             |                                             | Héloïse                                     | Héloïse                                     | Héloïse                                     | Héloïse                                     | Héloïse       | Héloïse       |                         |                         |                         |                         | Gaspard Caderousse      | Gaspard Caderousse      | Gaspard Caderousse | Gaspard Caderousse | Gaspard Caderousse | Gaspard Caderousse |  |  | La Carconte       | La Carconte       | La Carconte       | La Carconte       | La Carconte       | La Carconte       |  |  |  |  |  |  |
| Fernando Mondego | Fernando Mondego | Fernando Mondego | Fernando Mondego | Fernando Mondego            | Fernando Mondego            |                             |                             | Mercedes                    | Mercedes                    | Mercedes                                     | Mercedes                                     | Mercedes                                     | Mercedes                                     |                                              |                                              | Baron Danglars | Baron Danglars | Baron Danglars        | Baron Danglars        | Baron Danglars        | Baron Danglars        |                       |                       | Hermine Danglars | Hermine Danglars | Hermine Danglars | Hermine Danglars | Hermine Danglars | Hermine Danglars |  |  | Flavien de Quesnel | Flavien de Quesnel | Flavien de Quesnel  | Flavien de Quesnel  | Flavien de Quesnel  | Flavien de Quesnel  |                       |                       | Renée de Saint-Méran  | Renée de Saint-Méran  | Renée de Saint-Méran  | Renée de Saint-Méran  | Renée de Saint-Méran | Renée de Saint-Méran |                      |                      |                                                  |                                                  | Gérard de Villefort                              | Gérard de Villefort                              | Gérard de Villefort                              | Gérard de Villefort                              | Gérard de Villefort   | Gérard de Villefort   |                                             |                                             | Héloïse                                     | Héloïse                                     | Héloïse                                     | Héloïse                                     | Héloïse       | Héloïse       |                         |                         |                         |                         | Gaspard Caderousse      | Gaspard Caderousse      | Gaspard Caderousse | Gaspard Caderousse | Gaspard Caderousse | Gaspard Caderousse |  |  | La Carconte       | La Carconte       | La Carconte       | La Carconte       | La Carconte       | La Carconte       |  |  |  |  |  |  |
|                  |                  |                  |                  |                             |                             |                             |                             |                             |                             |                                              |                                              |                                              |                                              |                                              |                                              |                |                |                       |                       |                       |                       |                       |                       |                  |                  |                  |                  |                  |                  |  |  |                    |                    |                     |                     |                     |                     |                       |                       |                       |                       |                       |                       |                      |                      |                      |                      |                                                  |                                                  |                                                  |                                                  |                                                  |                                                  |                       |                       |                                             |                                             |                                             |                                             |                                             |                                             |               |               |                         |                         |                         |                         |                         |                         |                    |                    |                    |                    |  |  |                   |                   |                   |                   |                   |                   |  |  |  |  |  |  |
|                  |                  |                  |                  |                             |                             |                             |                             |                             |                             |                                              |                                              |                                              |                                              |                                              |                                              |                |                |                       |                       |                       |                       |                       |                       |                  |                  |                  |                  |                  |                  |  |  |                    |                    |                     |                     |                     |                     |                       |                       |                       |                       |                       |                       |                      |                      |                      |                      |                                                  |                                                  |                                                  |                                                  |                                                  |                                                  |                       |                       |                                             |                                             |                                             |                                             |                                             |                                             |               |               |                         |                         |                         |                         |                         |                         |                    |                    |                    |                    |  |  |                   |                   |                   |                   |                   |                   |  |  |  |  |  |  |
| Albert           | Albert           | Albert           | Albert           | Albert                      | Albert                      | ←verbroken verloving→       | ←verbroken verloving→       | ←verbroken verloving→       | ←verbroken verloving→       | ←verbroken verloving→                        | ←verbroken verloving→                        | Eugénie                                      | Eugénie                                      | Eugénie                                      | Eugénie                                      | Eugénie        | Eugénie        | ←verbroken verloving→ | ←verbroken verloving→ | ←verbroken verloving→ | ←verbroken verloving→ | ←verbroken verloving→ | ←verbroken verloving→ | Benedetto Andrea | Benedetto Andrea | Benedetto Andrea | Benedetto Andrea | Benedetto Andrea | Benedetto Andrea |  |  | Franz d'Épinay     | Franz d'Épinay     | Franz d'Épinay      | Franz d'Épinay      | Franz d'Épinay      | Franz d'Épinay      | ←verbroken verloving→ | ←verbroken verloving→ | ←verbroken verloving→ | ←verbroken verloving→ | ←verbroken verloving→ | ←verbroken verloving→ | Valentine            | Valentine            | Valentine            | Valentine            | Valentine                                        | Valentine                                        |                                                  |                                                  | Maximilien Morrel                                | Maximilien Morrel                                | Maximilien Morrel     | Maximilien Morrel     | Maximilien Morrel                           | Maximilien Morrel                           |                                             |                                             | Édouard                                     | Édouard                                     | Édouard       | Édouard       | Édouard                 | Édouard                 |                         |                         | Julie                   | Julie                   | Julie              | Julie              | Julie              | Julie              |  |  | Emmanuel Herbault | Emmanuel Herbault | Emmanuel Herbault | Emmanuel Herbault | Emmanuel Herbault | Emmanuel Herbault |  |  |  |  |  |  |
| Albert           | Albert           | Albert           | Albert           | Albert                      | Albert                      | ←verbroken verloving→       | ←verbroken verloving→       | ←verbroken verloving→       | ←verbroken verloving→       | ←verbroken verloving→                        | ←verbroken verloving→                        | Eugénie                                      | Eugénie                                      | Eugénie                                      | Eugénie                                      | Eugénie        | Eugénie        | ←verbroken verloving→ | ←verbroken verloving→ | ←verbroken verloving→ | ←verbroken verloving→ | ←verbroken verloving→ | ←verbroken verloving→ | Benedetto Andrea | Benedetto Andrea | Benedetto Andrea | Benedetto Andrea | Benedetto Andrea | Benedetto Andrea |  |  | Franz d'Épinay     | Franz d'Épinay     | Franz d'Épinay      | Franz d'Épinay      | Franz d'Épinay      | Franz d'Épinay      | ←verbroken verloving→ | ←verbroken verloving→ | ←verbroken verloving→ | ←verbroken verloving→ | ←verbroken verloving→ | ←verbroken verloving→ | Valentine            | Valentine            | Valentine            | Valentine            | Valentine                                        | Valentine                                        |                                                  |                                                  | Maximilien Morrel                                | Maximilien Morrel                                | Maximilien Morrel     | Maximilien Morrel     | Maximilien Morrel                           | Maximilien Morrel                           |                                             |                                             | Édouard                                     | Édouard                                     | Édouard       | Édouard       | Édouard                 | Édouard                 |                         |                         | Julie                   | Julie                   | Julie              | Julie              | Julie              | Julie              |  |  | Emmanuel Herbault | Emmanuel Herbault | Emmanuel Herbault | Emmanuel Herbault | Emmanuel Herbault | Emmanuel Herbault |  |  |  |  |  |  |